# Семенов Сергій Васильович
Сергій Васильович Семенов (нар. 4 січня 1985, Осокорівка (Нововоронцовський район), Херсонська область, УРСР) — український футболіст, півзахисник.

## Життєпис
Футбольну кар'єру розпочав 2004 року в складі «Таврії-2» (Сімферополь), яка виступала в чемпіонаті Криму. Також у сезоні 2004/05 років зіграв 18 матчів (1 гол) у Молодіжному чемпіонаті України. Наступного року перейшов у МФК «Житомир». На професіональному рівні дебютував 10 вересня 2005 року в програному (0:2) домашньому поєдинку 5-о туру групи А Другої ліги України проти ФК «Рава». Сергій вийшов на поле в стартовому складі та відіграв увесь матч. У складі житомирського клубу в Другій лізі провів 6 поєдинків. У 2006 році виступав за аматорський сімферопольський колектив «НАПКС-Динамо». Потім грав за сімферопольський «Медуніверситет». У 2016 році підписав контракт з клубом Канадської ліги сокеру «Юкрейн Юнайтед». Наступного сезону допоміг команді виграти Другий дивізіон канадської ліги сокеру.